# Швидкісний трамвай Портленда
Швидкісний трамвай Портленда (англ. MAX Light Rail) — система ліній легкорейкового транспорту в місті Портленд, Орегон, США. Разом з мережею трамвайних ліній створюють основу рейкового громадського транспорту міста.

## Історія
У середині 1970-х років почалося обговорення ідеї будівництва системи ЛРТ в місті. Затвердили проект у вересні 1978-го, але будівництво початкової східної ділянки почалося лише 1982-го. Відкрита 5 вересня 1986 року ділянка складалася з 24 км. Подальший розвиток системи був здійснений через 5 окремих проектів. Західна частина Блакитної лінії відкрилася 12 вересня 1998 року після 5 років будівництва. На цій ділянці побудований тунель довжиною 4,7 км з єдиною підземною станцією. Далі 10 вересня 2001 відкрилася лінія в аеропорт, 1 травня 2004 лінія до Експо-центру, 12 вересня 2009 Зелена лінія та 12 вересня 2015 Помаранчева лінія.

## Лінії

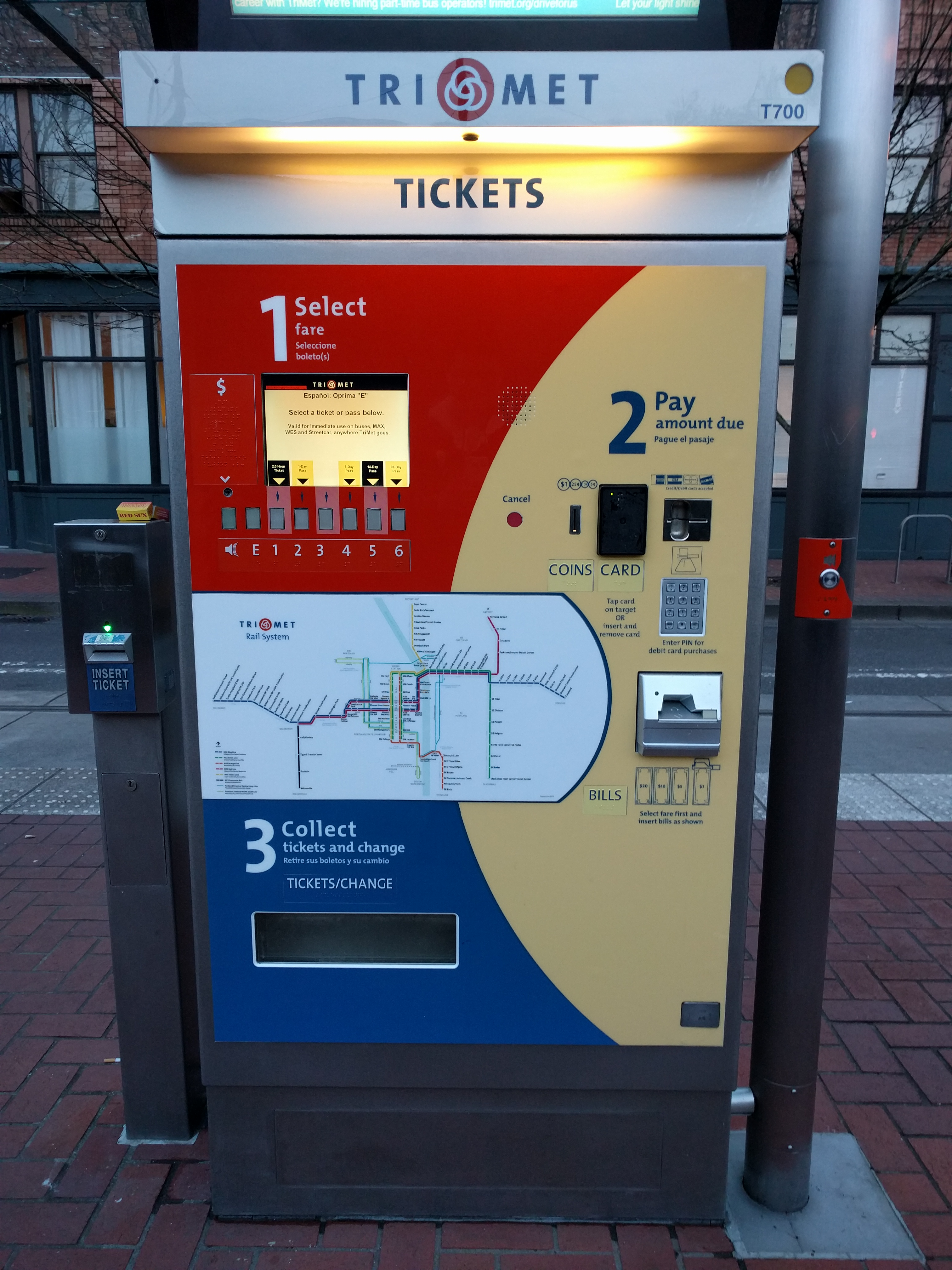
Квитковий автомат

У місті п'ять ліній, що обслуговують не тільки місто, а і численні передмістя портлендської агломерації. Всього в системі 97 станцій.
Блакитна лінія — прямує зі сходу на захід, має 51 станцію та 52,6 км. Починається на сході в місті Грешам, далі прямує на захід через весь Портленд, центральна ділянка лінії є спільною для потягів Зеленої та Червоної ліній. Західна частина лінії проходить через місто Бівертон і закінчується у Гіллсборо.
Зелена лінія — сполучає південні передмістя з центром Портленду, має 28 станцій. Починається на півдні в окрузі Клакамас далі прямує на північ, зі станції «Gateway/Northeast 99th Avenue Transit Center» починається спільна ділянка з Блакитною лінією, маршрут якої прямує на захід.
Помаранчева лінія — сполучає південні передмістя з центром Портленда, має 17 станцій та 11,7 км. Починається на півдні в місті Мілвокі округу Клакамас далі прямує на північ в центр міста, кінцева станція розташована поблизу центрального залізничного вокзалу міста, з якого курсують потяги Amtrak. Лінія немає спільних з іншими лініями ЛРТ міста спільних ділянок, але центральну частину лінії ділить з мережею звичайних трамвайних ліній міста.
Червона лінія сполучає аеропорт із західними передмістями, має 29 станцій та 41 км. Починається на півночі біля Міжнародного аеропорту, далі прямує на південь до станції «Gateway/Northeast 99th Avenue Transit Center», з якої починається спільна з іншими лініями ділянка. Після проходження центральної ділянки маршрут лінії закінчується на станції «Beaverton Transit Center» в місті Бівертон.
Жовта лінія — має 21 станцію та 9,3 км. Починається на півночі біля Експо-центру та прямує на південь до центру міста.

## Особливості
Система відрізняється тим, що центральні ділянки всіх ліній побудовані у вигляді одноколійних ліній, які пролягають паралельними вулицями. Також у вигляді одноколійних ліній побудовані трамвайні лінії міста, це створює заплутану мережу трамвайних колій в центрі міста.
У системі існує єдина підземна станція «Washington Park» на спільні ділянці Червоної та Блакитної ліній, глибина закладення якої 79 метрів. Це робить станцію найглибшою у Сполучених Штатах і однією з найглибших станцій у світі.

## Вартість проїзду
Вартість квитка на 1 поїздку — 2,5 долара, але існують пільги для підлітків, інвалідів та людей після 65 років. Також можливо придбати в автоматі квитки, розраховані на тиждень, два або місяць. Існують навіть квитки на 1 рік вартістю 1100 доларів, але придбати їх можливо лише в офісі оператора системи.

## Галерея

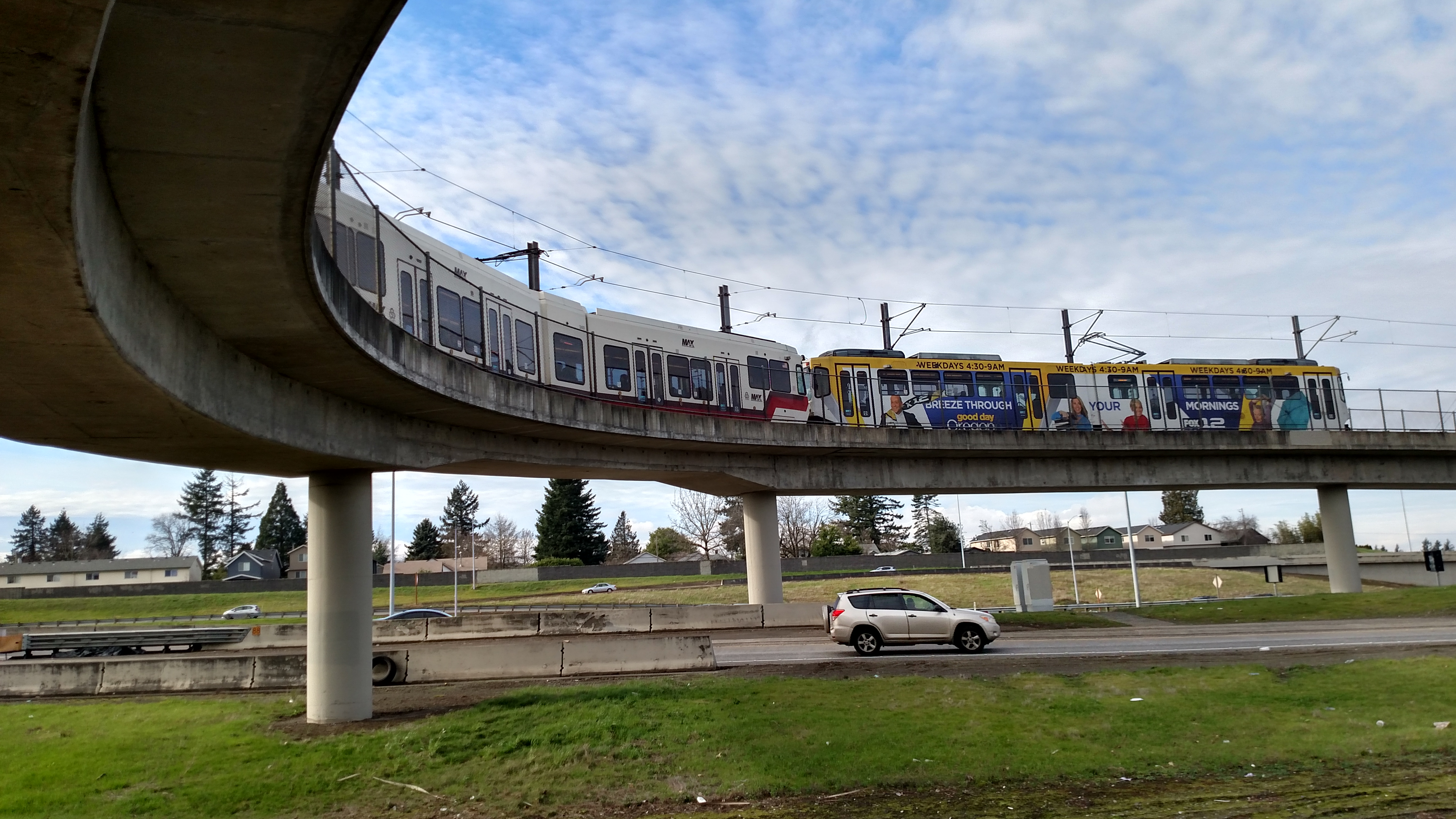
Потяг на естакадній ділянці
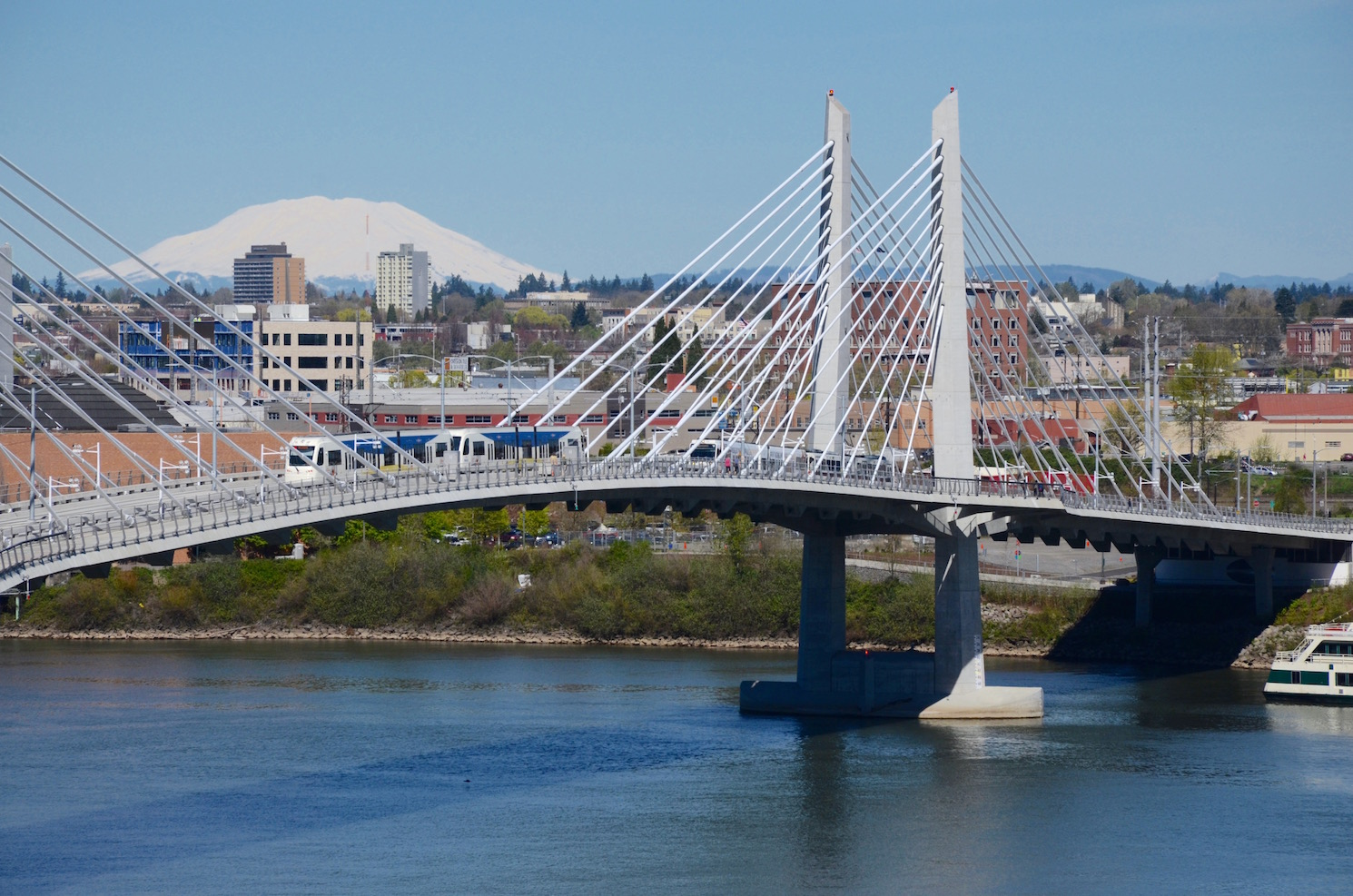
Міст через ріку Вілламетт, у віддаленні гора Сент-Геленс
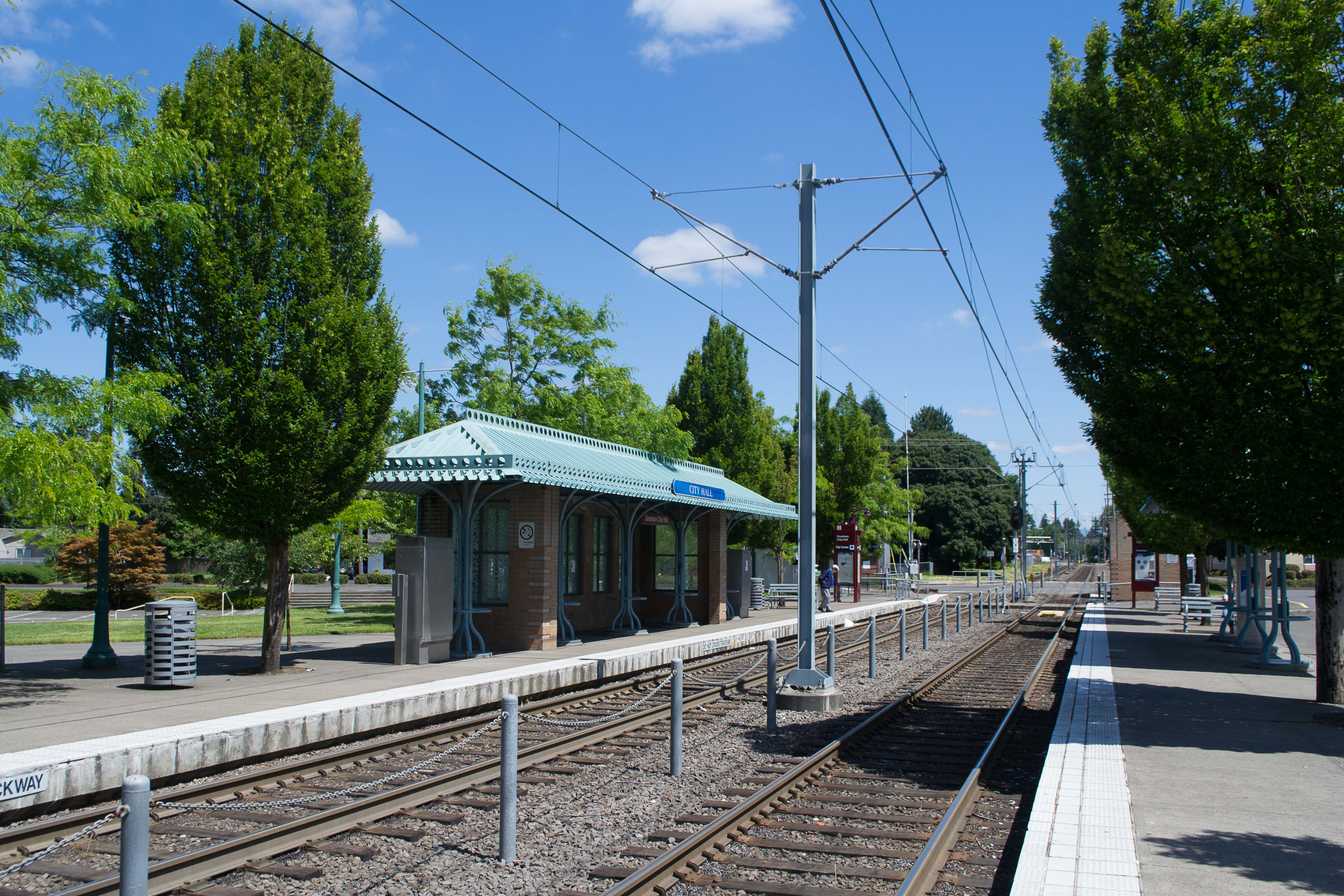
Колії у місті Грешам, станція «Gresham City Hall»
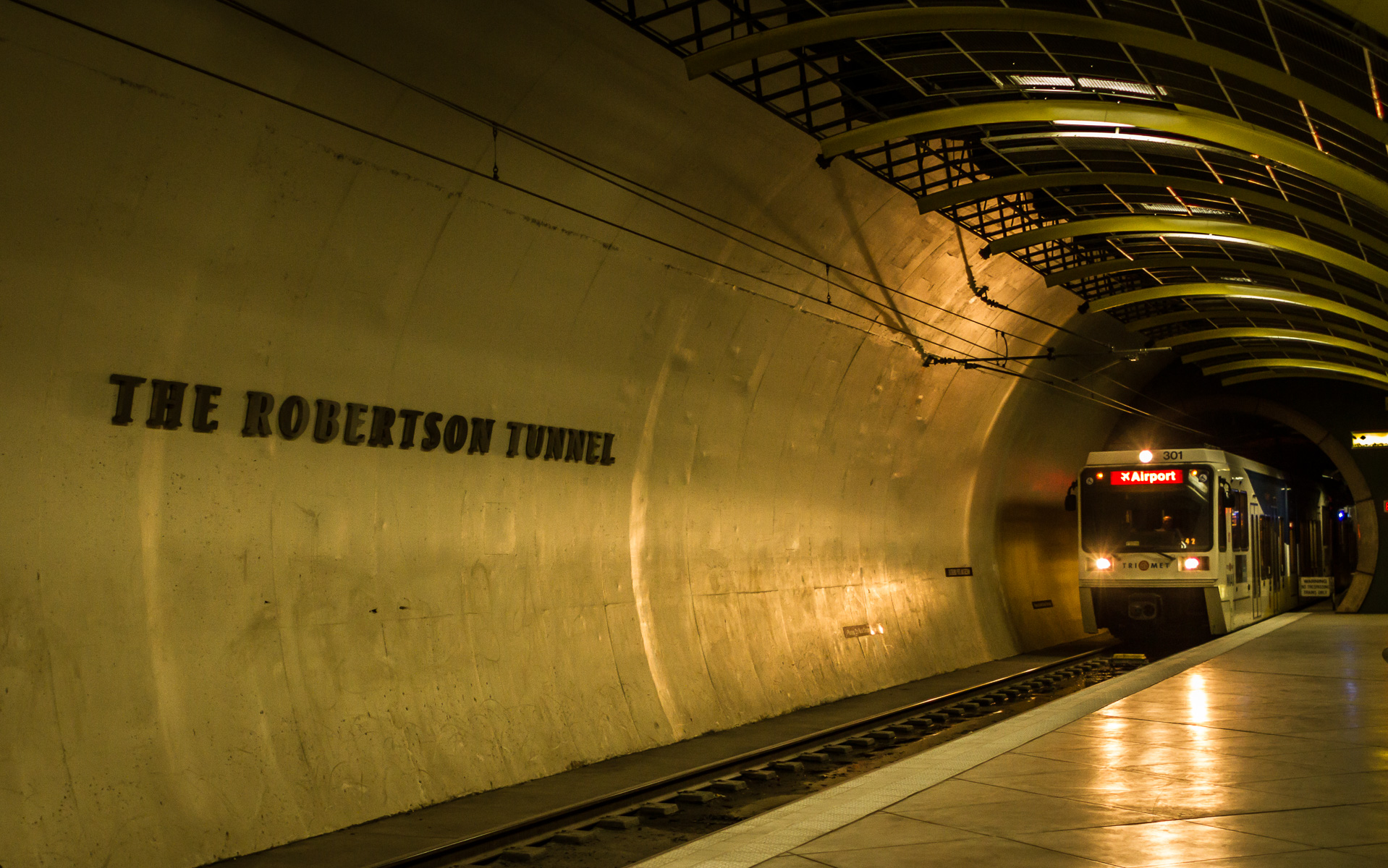
Єдина підземна станція у тунелі Робертсона
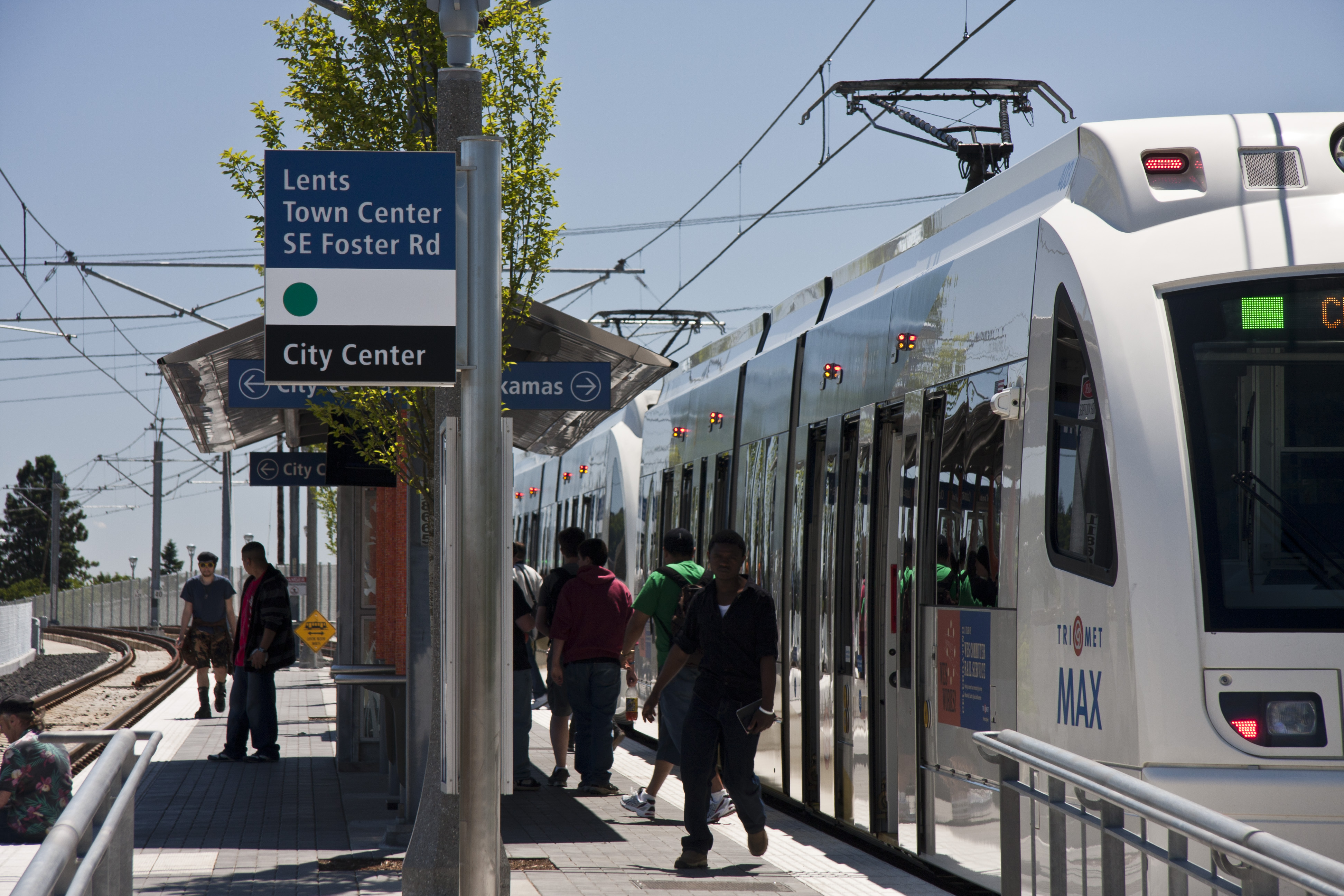
Потяг на станції «Lents Town Center»
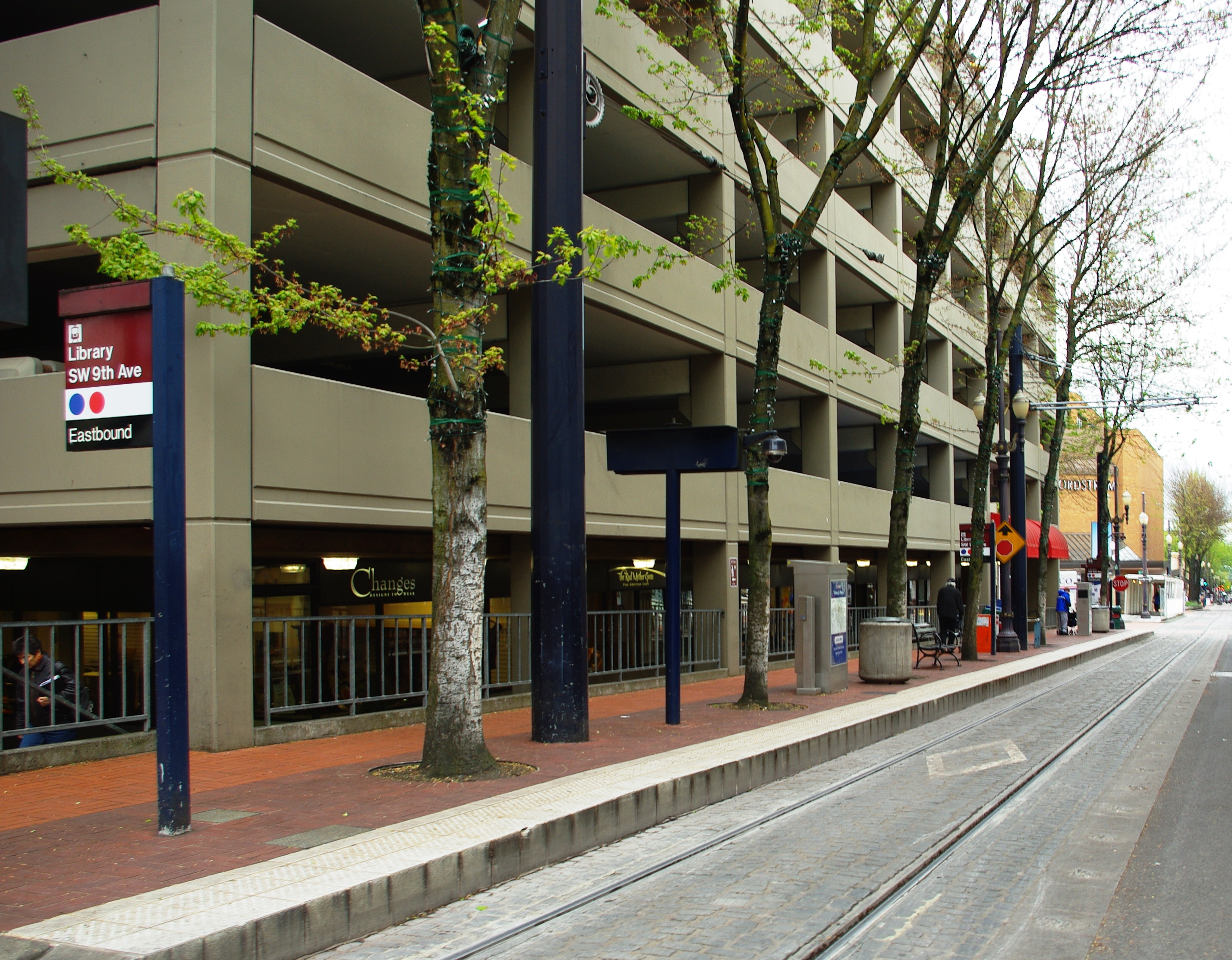
Одноколійна ділянка поблизу станції «Library SW 9th Ave»